# Bruce Irvin (fútbol americano)
Bruce Pernell Irvin, Jr. (nacido el 1 de noviembre de 1987) es un jugador profesional de fútbol americano estadounidense que juega en la posición de outside linebacker y actualmente milita en los Seattle Seahawks de la National Football League (NFL).

## Biografía
Irvin originalmente asistió a Stockbridge High School, para después ser cambiado a Stephenson High School. Abandonó el instituto a mediados de su año júnior.
Tras su breve paso por el instituto, Irvin asistió a Butler Community College antes de ser transferido a Mt. San Antonio College. Allí logró 72 placajes, 16 capturas (sacks), 3 balones sueltos forzados y un touchdown. Finalmente fue transferido a West Virginia en 2010, donde acabó 2.º en sacks, con 14.

## Carrera

### Seattle Seahawks
Irvin fue seleccionado por los Seattle Seahawks en la primera ronda (puesto 15) del draft de 2012. El 9 de mayo de 2012, firmó un contrato de cuatro años por $9.34 millones garantizados, con $5.34 de bonus por firmar.
Con los Seahawks, Wilson ha logrado 2 títulos de división consecutivos, 2 campeonatos de la NFC consecutivos y ha llegado a dos Super Bowls consecutivas (XLVIII y XLIX). En la primera, los Seahawks ganaron a los Broncos 43-8 y en la segunda, los Seahawks perdieron frente a los Patriots 24-28.

### Oakland Raiders
El 10 de marzo de 2016, Irvin firmó un contrato de cuatro años por $37 millones con los Oakland Raiders.
El 3 de noviembre de 2018, los Raiders liberaron a Irvin luego de ocho juegos, donde tuvo poca participación debido al nuevo esquema defensivo bajo el entrenador Jon Gruden.

### Atlanta Falcons
El 7 de noviembre de 2018, Irvin firmó un contrato de un año con el equipo de su ciudad natal, los Atlanta Falcons. Registró 3.5 capturas y 13 placajes en sus 8 juegos con los Falcons.

### Carolina Panthers
El 19 de marzo de 2019, Irvin firmó un contrato de un año con los Carolina Panthers. En la Semana 16 contra los Indianapolis Colts, Irvin capturó a Jacoby Brissett dos veces en la derrota por 38-6. En 13 juegos con el equipo, registró 34 placajes y una marca personal de 8.5 capturas.

### Seattle Seahawks (segundo período)
El 23 de abril de 2020, Irvin fue firmado nuevamente por los Seattle Seahawks.

## Estadísticas generales
| Año   | Equipo  | Juegos | Juegos | Tacleadas | Tacleadas | Tacleadas | Tacleadas | Intercepciones | Intercepciones | Intercepciones | Intercepciones | Intercepciones | Intercepciones | Balones sueltos | Balones sueltos |
| Año   | Equipo  | GP     | GS     | Comb      | Total     | Ast       | Sck       | PDef           | Int            | Yds            | Avg            | Lng            | TDs            | FF              | FR              |
| ----- | ------- | ------ | ------ | --------- | --------- | --------- | --------- | -------------- | -------------- | -------------- | -------------- | -------------- | -------------- | --------------- | --------------- |
| 2012  | SEA     | 16     | 0      | 16        | 10        | 6         | 8         | 0              | --             | --             | --             | --             | --             | 1               | 1               |
| 2013  | SEA     | 12     | 12     | 39        | 30        | 9         | 2         | 2              | 1              | 8              | 8              | 8              | 0              | 1               | 0               |
| 2014  | SEA     | 15     | 13     | 33        | 20        | 13        | 6.5       | 3              | 2              | 84             | 42             | 49             | 2              | 1               | 0               |
| 2015  | SEA     | 15     | 12     | 38        | 22        | 16        | 5.5       | 2              | --             | --             | --             | --             | --             | 1               | 1               |
| 2016  | OAK     | 16     | 16     | 54        | 44        | 10        | 7         | 1              | --             | --             | --             | --             | --             | 6               | 0               |
| 2017  | OAK     | 16     | 16     | 54        | 34        | 20        | 8         | 3              | --             | --             | --             | --             | --             | 4               | 0               |
| 2018  | OAK/ATL | 16     | 9      | 17        | 14        | 3         | 6.5       | 0              | --             | --             | --             | --             | --             | 1               | 0               |
| 2019  | CAR     | 13     | 12     | 34        | 20        | 14        | 8.5       | 1              | --             | --             | --             | --             | --             | 1               | 1               |
| 2020  | SEA     | 1      | 1      | 3         | 2         | 1         | 0         | 0              | --             | --             | --             | --             | --             | 0               | 0               |
| Total | Total   | 120    | 91     | 288       | 196       | 92        | 52        | 12             | 3              | 92             | 30.7           | 49             | 2              | 16              | 3               |

Fuente: NFL.com